# Radio MORA
Radio MORA (die Abkürzung steht für Mehrsprachiges Offenes RAdio) ist ein freier privatrechtlich organisierter Radiosender in Oberpullendorf im Burgenland. Der Sender hat seit 2009 eine offizielle UKW-Sendelizenz der KommAustria.

## Geschichte

Das alte Logo von Radio OP (2009 bis 2023)

Die Wurzeln des Senders liegen nach eigener Angabe in den „pannonischen Klassen“ des Gymnasiums mit rund 700 Schülern, in denen Kroatisch/Ungarisch als Pflichtfächer unterrichtet werden. Um diese Volksgruppen zu stärken, wurden im Rahmen einer Kooperation mit dem Verein und freien Radio MORA mit Sitz in Großwarasdorf, selbst Untermieter auf Antenne 4, mehrsprachige Programme gesendet. Durch einen Eigentümerwechsel des Hauptveranstalters mussten die Sendungen beendet werden. Es folgte eine Bewerbung um eine eigene Sendelizenz bei der KommAustria unter dem Namen Radio OP (für den Sitz des Senders in Oberpullendorf). Die beiden Programmprinzipien des Senders sind „mehrsprachig, frei und offen“, sowie der Lokalbezug. Es werden alle Sprachen berücksichtigt, die am Gymnasium in Oberpullendorf gelehrt werden, einschließlich der Mehrheitssprache als »lingua franca«. Dabei wird ein Musik-Wortanteil im Verhältnis von etwa 75:25 angestrebt. Außerdem soll eine „Durchhörbarkeit für alle Bevölkerungsschichten“ erreicht werden, indem z. B. nicht deutschsprachige Inhalte „auch über die Mehrheitssprache transportiert werden“.
In der Folge werden Kooperationen mit weiteren Vereinen geschlossen, so mit dem Verein Roma-Service und eine Zweigstelle in Oberwart eröffnet, sowie mit dem Burgenländisch-Ungarischen Kulturverein im Südburgenland. Anfang des Jahres 2023 wurde der Sender in Radio MORA umbenannt, nachdem bereits 2021 der Verein MORA als Programmanbieter vom Verein Radio Gymnasium als Medieninhaber mit der Produktion des Programms beauftragt wurde. Am Hauptplatz in Oberpullendorf wurde ein neues Studio in Betrieb genommen.

## Programm
Das Programm wird von freien Radiomachern bei Radio MORA gestaltet. MORA ist ein Verein mit Sitz in Großwarasdorf, der sich für die Einrichtung eines 24-Stundenprogrammes im Hörfunk in den Sprachen des Burgenlandes einsetzt. Die Redakteure von Radio MORA betreuen eine lokale Nachrichtenredaktion, die täglich Nachrichten in bis zu vier Sprachen produziert.
Viele Sendungen sind auch im Archiv der freien Radios (cba.fro.at) als Podcast abrufbar.

## Empfang
Radio OP ist in Teilen des Bezirks Oberpullendorf (das entspricht nach eigener Aussage dem mittleren Burgenland mit Ausnahme des südlichen Teils) auf der Frequenz UKW 98,8 MHz mit 200 Watt ERP in Oberpullendorf empfangbar.
Geplant ist weiters die Erweiterung des UKW-Empfangsgebiets auf das gesamte Mittelburgenland und den Bezirk Oberwart.